# Димитрій (Рудюк)
Димитрій (в миру: Рудю́к Вади́м Микола́йович; нар. 13 листопада 1971, Криворудка Красилівського району Хмельницької області, тепер Антонінська отг, Хмельницького р-ну, Хмельницької обл.) — архієрей Православної церкви України (до 15 грудня 2018 року — Української православної церкви Київського Патріархату), митрополит Львівський і Сокальський, голова Інституту церковної історії.

## Біографія
Народився 13 листопада 1971 року в с. Криворудка Красилівського району Хмельницької області в селянській сім'ї (тепер Антонінська отг, Хмельницького р-ну, Хмельницької обл.).
Після успішного закінчення середньої школи в 1989 році поступив на історичний факультет Київського державного університету (тепер національного) імені Тараса Шевченка, який закінчив в 1994 році. Будучи студентом університету став нести послух іподиякона митрополита Київського Філарета (згодом Патріарха УПЦ КП) у Володимирському кафедральному соборі. 1994 року закінчив історичний факультет Київського національного університету імені Тараса Шевченка.
19 червня 1994 року Митрополитом Київським Філаретом був рукоположений в сан диякона, а 22 січня 1995 року в сан ієрея і призначений штатним священником Володимирського кафедрального собору та особистим секретарем Митрополита, а потім Патріарха Київського і всієї Руси-України (1993—2000 рр.). Відтак часто супроводжує Святійшого Патріарха Філарета в архіпастирських візитах по Україні і закордон, особливо до США у 1998—2005 рр.
До дня Святої Пасхи 1995 року митрополитом Київським Філаретом нагороджений наперсним хрестом. Водночас призначається викладачем історії України і Української православної церкви в Київській Духовній Академії і Семінарії (1994 р.).
З жовтня 1995 року з благословення Блаженнішого митрополита Київського Філарета преосвященним Даниїлом (Чокалюком), єпископом Вишгородським, пострижений в чернецтво у Свято-Михайлівському Золотоверхому чоловічому монастирі з іменем Димитрій на честь святителя Димитрія Туптала, митрополита Ростовського.
До Дня Святої Пасхи 1996 р. Святійшим Патріархом Філаретом возведений в сан ігумена і призначений головним редактором журналу «Православний вісник». У грудні 1999 року рішенням Священного Синоду Української православної церкви Київського Патріархату і постановою Святійшого Патріарха призначений головою Видавничого відділу УПЦ Київського Патріархату.
31 січня 2000 року указом Святійшого Патріарха призначений намісником Свято-Михайлівського Золотоверхого чоловічого монастиря.
Того ж 2000 року до Дня Святої Пасхи возведений в сан архимандрита.
6 липня 2000 року постановою Священного Синоду і рішенням Святійшого Патріарха призначений ректором Київської духовної академії і семінарії.

## Єпископське служіння
16 липня 2000 року у Володимирському кафедральному патріаршому соборі Святійшим Патріархом Київським і всієї Руси-України Філаретом, митрополитом Львівським і Сокальським Андрієм, митрополитом Луцьким і Волинським Яковом (Панчуком), архієпископом Чернівецьким і Кіцманським Варлаамом, єпископом Білоцерківським Олександром і єпископом Чернігівським і Ніжинським Никоном хіротонізований у сан єпископа Переяслав-Хмельницького, вікарія Київської єпархії.
22 січня 2004 року піднесений до сану архієпископа.
21 січня 2009 року піднесений до сану митрополита.
21 жовтня 2009 року рішенням Священного синоду УПЦ Київського патріархату призначений митрополитом Переяслав-Хмельницьким і Бориспільським, керуючим новоствореною Переяслав-Хмельницькою єпархією, а також постійним членом Священного синоду. В зв'язку з цим звільнений від обов'язків намісника Свято-Михайлівського Золотоверхого монастиря м. Києва.
27 липня 2010 року у зв'язку зі смертю митрополита Львівського і Сокальського Андрія, рішенням Священного синоду УПЦ КП призначений керуючим Львівсько-Сокальською єпархією, зі звільненням від керівництва Переяслав-Хмельницькою і Бориспільською єпархією та Київською православною богословською академією.
До 2012 року митрополит Димитрій залишався головою Синодального управління у справах духовної освіти (Навчального комітету). 20 жовтня 2012 року призначений Головою новоствореного Інституту церковної історії.
31 серпня 2014 року Владика Димитрій освятив церкву Благовіщення Пресвятої Богородиці на вул. Богдана-Ігоря Антонича у Львові.
15 грудня 2018 року разом із усіма іншими архієреями УПЦ КП взяв участь у Об'єднавчому соборі в храмі Святої Софії.
5 лютого 2019 року митрополит Київський і всієї України Епіфаній призначив владику Димитрія до складу першого Священного синоду Православної церкви України.
24 травня 2019 року рішенням Священного синоду ПЦУ перепризначений головою Інституту церковної історії у ПЦУ.
29 жовтня 2019 року рішенням Священного синоду ПЦУ призначений головою Комісії з міжхристиянських відносин.

## Наукова діяльність
В 1997 році закінчив Київську духовну семінарію, а в 2000 році Київську духовну академію і за написання дисертації «Основи автокефалії Української Православної Церкви» Вченою Радою КДА присвоєно вчений ступінь кандидата богословських наук.
28 грудня 2012 року на засіданні спеціалізованої Вченої Ради Київської православної богословської академії відбувся захист докторської дисертації Високопреосвященного митрополита Львівського і Сокальського Димитрія, кандидата богословських наук, доцента, на тему: «Українська Православна Церква: історія в портретах». Високопреосвященному митрополиту Димитрію одноголосно було присвоєно вчений ступінь доктора церковно-історичних наук за спеціальністю «Історія Української Православної Церкви».
Митрополит Димитрій є автором багатьох праць з української церковної історії, зокрема з історії церковної біографістики. Будучи ректором Київської православної богословської академії (2000—2010), впродовж 2002—2008 рр. відродив галерею портретів видатних церковних українських ієрархів та діячів і меценатів Православної Церкви. На стінах коридорів навчального корпусу та в аудиторіях КПБА на сьогодні красується 106 портретів пензля Семена Панпушина (нині покійного), який був видатним художником та іконописцем. ЗМІ та науковці дали цій галереї назву «Дмитрівська колекція портретів». До цих портретів митрополит Димитрій склав наукові статті, які стали фундаментальними у науковій галузі його інтересів з історії церковної біографістики (на сьогодні досліджено понад 120 постатей української церковної історії, зокрема вся плеяда Київських митрополитів).
Окремо побачили світ такі книги митрополита Димитрія: «Неправда московських анафем» (1999); «Патріарх Філарет. Хресною дорогою заради Української Церкви» (2004); «Мати церков руських». Десятинна церква в Києві — настав час її відродити" (2005); «Смертю здолавши вирок…» Протоієрей УАПЦ Володимир Рогальський — пастир та історик Антонінського краю. Портрет на тлі доби" (2008); «Історична записка з приводу анафеми на українського гетьмана Івана Мазепу» (2009); у співавторстві з протоієреєм Віталієм Клосом 2013 р. видано ілюстровану книгу-альбом «Києво-Михайлівський Золотоверхий монастир». Науковий інтерес митрополита Димитрія становить також дослідницька праця з церковного краєзнавства, зокрема з історії церковно-парафіяльних літописів Волинської губернії кінця ХІХ — початку ХХ ст. та української церковної архітектури. Загальна кількість написаних наукових праць та статей митрополита Димитрія (Рудюка) на сьогодні складає понад 4000 сторінок, не враховуючи проповідей, які складають 1200 сторінок.
Митрополит Димитрій бере активну участь у церковному, громадському житті держави. Був головою та членом створених Священним синодом УПЦ Київського Патріархату комісій з переговорного процесу між УПЦ КП і УПЦ МП (2009) і УПЦ КП з УАПЦ (1997, 2000, 2002, 2005, 2008 і 2014 рр.), УПЦ КП з Константинопольською Патріархією (2000—2002; 2016—2017 рр.). Митрополит Димитрій виступив ініціатором канонізації, а також підготував житія святих: блгв. великого князя Київського Ярослава Мудрого, блгв. князя Констянтина Острозького, митрополита Київського Іова Борецького, св. прав. Петра Калнишевського (2008 р.), першомученика київського князя Оскольда-Миколая, блгв. князя Володимирського Володимира Васильковича, св. муч. Данила Братковського (2013 р.), митрополита Київського Йосифа Нелюбовича-Тукальського (2021 р.), митрополита Київського Рафаїла Заборовського (2023 р.). Був учасником багатьох наукових конференцій на церковно-історичну та богословську тематику. Часто виступає на загально-національних каналах українського радіо і телебачення. Має свою сторінку на facebook: https://www.facebook.com/lvividomosti [Архівовано 26 березня 2019 у Wayback Machine.]
У журналі «Помісна Церква» з першого числа випуску веде рубрику «Київські Святителі».
Будучи ректором Київської православної богословської академії з 2000 по 2010 рр., митрополит Димитрій започаткував реформу духовної освіти. Його ініціатива з початку реформи у духовній освіті УПЦ Київського Патріархату була підтримана Святійшим Патріархом Філаретом та Священним синодом на засіданні 13 травня 2006 року (Журнал № 15).

## Громадська діяльність
У липні 2014 р. митрополит Димитрій (Рудюк) став членом Національної спілки журналістів, а у березні 2015 р. членом Наукового товариства ім. Шевченка.
За поданням адміністрації та наказом міністра охорони здоров'я України Олега Мусія від 18 квітня 2014 року затверджений на посаді члена наглядової ради Національного медичного університету імені академіка О. О. Богомольця.

## Відзнаки

##### Митрополит Димитрій (Рудюк) удостоєний державних нагород України
- Ордена «За заслуги» ІІІ ступеня (2003)
- Ордена «За заслуги» ІІ ступеня (2008)
- Грамоти Кабінету Міністрів України
- Відзнаки мерії м. Києва
- Відзнаки св. Юрія Переможця мерії м. Львова
- Відзнаки Фонду Андрія Первозваного та відзнаками І, ІІ і ІІІ ступенів св. Миколая Чудотворця «Українського народного посольства» та інших українських наукових і громадських організацій.

##### Митрополит Димитрій також удостоєний вищих церковних нагород УПЦ Київського Патріархату
- Ордена святого рівноапостольного князя Володимира Великого І, ІІ і ІІІ ступенів
- Ордена Христа Спасителя (09.10.2005)
- Ордена св. арх. Михаїла
- Ордена свв. рівноап. Кирила і Мефодія
- Ордена св. Миколая Чудотворця (13.11.2016)
- Ордена Юрія Переможця (14.12.2006)
- Орден св. ап. і євангелиста Іоана Богослова (9.10.2018)
- Медалі «За жертовність і любов до України».

===== Митрополит Димитрій удостоєний церковних нагород Православної Церкви України ===== — Ордена святого Архистратига Божого Михаїла І ст. (16.07.2020)
- Медалі з відродження Свято-Михайльвського Золотоверхого монастиря м. Києва (14.12.2020)
- Медалі візиту Вселенського Патріарха Варфоломея І в Україну (21.11.2021)